# 鉄道模型コンテスト
全国高等学校鉄道模型コンテスト（ぜんこくこうとうがっこうてつどうもけいコンテスト）は、モジュール部門と一畳部門とHO部門の3部門にて国内外の中高生が鉄道模型のレイアウトや車両などの製作を競うコンテストである。他にもミニジオラマサーカスやT-TRAKと呼ばれる展示ブースがあり、出展に年齢制限はない。
略称は鉄コン。
鉄道模型の振興と発展のため、文部科学省が後援し、毎年8月に新宿住友ビル三角広場で開催されている。また、2021年度より九州大会が設けられた。九州大会の第1回目はJR博多シティ内のJR九州ホールで開催されたが、翌2022年の第2回目よりTKPエルガーラホールに場所を移転して開催している。なお、2025年は 博多阪急7階 イベントホール『ミューズ』へと移転している。
この大会は高校生を対象とした競技の「甲子園」的存在であり、2024年は176校、2025年は187校が参加した。
高校生のほか、大学生モジュール部門もある。(2025年現在は存在しない。)

## 概要
高等学校の「鉄道研究部・模型部」などがレイアウト、鉄道模型の車両技術や製作技能を競う全国的な大会である。競技を通じ、交流促進、技術や技能水準の向上、次代の鉄道模型愛好家育成などを目指している。2009年度から2011年度までは国際鉄道模型コンベンション会場内で開催されていたが、2012年以降は独立開催されている。各校が出展したモジュールレイアウトが主展示で、モジュールを連結して実際にNゲージ車両を走行させ、来場者が投票して各モジュールを評価するほか、審査員によって各賞が授与される。2015年より、高校生モジュール部門において文部科学大臣賞を受賞した高校の生徒はミルウォーキー・トレインフェストなど海外の鉄道模型イベントに招かれ、作品を展示走行させることになっていた。2024年から一般賞である優秀賞の上に、最優秀賞が追加された。作品展示のほか、ステージイベント、鉄道模型の運転体験、レイアウト工作教室、乗用電車の体験運転などが催される。
ジオラマを運搬する際には必ずJR貨物のコンテナが使用され、「ジオラマ輸送中」と共にロゴのラッピングが施される。2025年には基本的に制作者ら自身での運搬を推奨されており、運搬を依頼する際には指定の方式が存在する。

## 部門
- モジュール部門-900×300mm、もしくは600×600mmの指定された規格で鉄道模型を制作する部門。中高生対象
- 一畳部門-畳1枚分の指定された規格で鉄道模型を制作する部門。中高生対象
- HO部門-指定された規格で車両を制作する部門。中高生対象
- T-TRAK-指定された規格でジオラマ・模型を制作する。本大会では審査対象ではなく、部門としても扱われていない。年齢制限なし。
- ミニジオラマサーカス-手のひらサイズの指定された規格でジオラマ・模型を制作する。本大会では審査対象ではなく、部門としても扱われていない。年齢制限なし。
- 下記は古い情報である。(2025年上記更新)
- 高校生モジュール部門 - 高校生を対象とした部門
- 一畳レイアウト部門 - 高校生を対象とし、畳一畳サイズの固定レイアウトで競う部門
- HOゲージ部門 - 高校生を対象とし、生徒たちの手で作ったHOゲージ車両で競う部門
- 大学生モジュール部門 - 大学生を対象とした部門
- 企業モジュール部門 - 企業を対象とした部門
- T-TRAKジオラマコンテスト - T-TRAK（英語版）規格[2]で製作されたモジュールレイアウトによる、一般人を対象としたコンテスト[3]。鉄道模型コンテストの会場内で催されるもので、2017年より新設された[3]。